# Maison Michel-Veyrenc
La maison Michel-Veyrenc est une maison située en France sur la commune d'Aubenas, dans le département de l'Ardèche en région Rhône-Alpes.
Elle fait l'objet d'une inscription au titre des monuments historiques depuis le 28 avril 1938.

## Description
La maison Michel Veyrenc est une des plus anciennes demeures de la ville d’Aubenas, en Ardèche. Elle est connue aujourd’hui principalement pour son escalier du XVIIIe siècle inscrit à l’inventaire supplémentaire de Monuments historiques.
Jusqu’au milieu du XIXe, elle comportait tout un ensemble de bâtiments bordant la place du Barry sur l’arrière comme en témoigne le cadastre napoléonien.
On trouve dans la maison des traces de l’histoire de cette demeure bourgeoise dans une ville bourgeoise : portes et fenêtres condamnées et niches rappelant la situation de la demeure sur l’emplacement du vieux château ; plafonds à la française, salles voûtées, cuisine ancienne, citernes rappelant le XVIe ou le XVIIe.

## Localisation
La maison est située sur la commune d'Aubenas, 8 rue Jourdan.

## Historique
La maison est construite sur l'emplacement du vieux château.
Pendant les guerres de religion, la maison, propriété d'un Michel Veyrenc de Lavalette, hébergeait en 1593, deux Jésuites de passage à Aubenas, le père Jacques Salès et le frère Guillaume Saultemouche,
qui y furent arrêtés. Sommairement exécutés le 7 décembre 1593, pour leur foi en la présence réelle du Christ dans l'Eucharistie, ils seront déclarés martyrs et bienheureux par l'Église catholique en 1926.
En 1670 elle est le siège de violents combats entre les troupes du château et les insurgés de Roure : on dénombrera 40 tués (D'Artagnan en Ardèche / La révolte de Roure en 1670 de Pierre Ribon - Editions et régions, Valence 2001 - 332 pages).
En 1713, elle sera apportée en dot par Marie-Anne Veyrenc de Lavalette à François-Louis de Barthélémy, avocat des plus grandes familles nobles des environs. C'est lui qui fera construire l'escalier du XVIIIe que nous admirons aujourd'hui.
Tombée en décrépitude dans la première moitié du XXe, la maison a été remise en état dans les années 1980.
L'édifice est inscrit au titre des monuments historiques en 1938, étendu en 2021.

### Biobliographie
- Escalier présenté dans Escaliers et structures Etudes de structures du XIIe au XVIIIe siècle, Editions du Patrimoine